# Bistum Anguo
Das Bistum Anguo (lat.: Dioecesis Ngancuovensis) ist eine in der Volksrepublik China gelegene römisch-katholische Diözese mit Sitz in Anguo.

## Geschichte
Das Bistum Anguo wurde am 15. April 1924 durch Papst Pius XI. mit der Apostolischen Konstitution Ex hac sublimi aus Gebietsabtretungen der Apostolischen Vikariate Zentral Chi-Li und Südwest Chi-Li als Apostolische Präfektur Lixian errichtet. Die Apostolische Präfektur Lixian wurde am 13. Juli 1929 durch Pius XI. mit der Apostolischen Konstitution Edocet Nos zum Apostolischen Vikariat erhoben und in Apostolisches Vikariat Anguo umbenannt.
Das Apostolische Vikariat Anguo wurde am 11. April 1946 durch Papst Pius XII. mit der Apostolischen Konstitution Quotidie Nos zum Bistum erhoben und dem Erzbistum Peking als Suffraganbistum unterstellt.

## Ordinarien

### Apostolische Präfekten von Lixian
- Melchior Sun Dezhen CM, 1924–1929

### Apostolische Vikare von Anguo
- Melchior Sun Dezhen CM, 1929–1936
- John Baptist Wang Tseng-yi CM, 1937–1946

### Bischöfe von Anguo
- John Baptist Wang Tseng-yi CM, 1946–1951
- Sedisvakanz, 1951 – 2010
- Matthias Du Jiang, seit 2010